# 八重咲町
八重咲町（やえざきちょう）は、神奈川県平塚市の南部に位置する町。郵便番号は254-0811。

## 地理
平塚駅西口、南口がある。1,847人・939世帯が居住している。